# Pernilla Wiberg
Pernilla Christina Wiberg (ur. 15 października 1970 w Norrköping) – szwedzka narciarka alpejska, trzykrotna medalistka olimpijska, sześciokrotna medalistka mistrzostw świata, a także zdobywczyni Pucharu Świata. Jedna z niewielu zawodniczek, które wygrywały zawody Pucharu Świata we wszystkich konkurencjach.

## Kariera
Pierwszy sukces na arenie międzynarodowej Pernilla Wiberg osiągnęła w 1985 roku, kiedy zwyciężyła w slalomie podczas zawodów Trofeo Topolino. Dwa lata później zajęła 24. miejsce w slalomie gigancie podczas mistrzostw świata juniorów w Sälen/Hemsedal. Na rozgrywanych w 1988 roku mistrzostwach świata juniorów w Madonna di Campiglio zajęła dziewiętnaste miejsce w zjeździe, 22. miejsce w supergigancie i 26. w gigancie. W zawodach Pucharu Świata zadebiutowała 13 marca 1990 roku w Vemdalen, zajmując piąte miejsce w slalomie. Tym samym już w swoim debiucie wywalczyła pierwsze pucharowe punkty. W sezonie 1989/1990 punkty zdobyła jeszcze jeden raz 18 marca 1990 roku w Åre, gdzie była trzecia w tej samej konkurencji. W zawodach tych wyprzedziły ją jedynie Vreni Schneider ze Szwajcarii oraz Francuzka Patricia Chauvet. W klasyfikacji generalnej Wiberg zajęła 45. miejsce.
Sezon 1990/1991 zaczęła od zajęcia trzeciego miejsca 1 grudnia 1990 roku we włoskiej miejscowości Valzoldana. W kolejnych startach jeszcze cztery razy stawała na podium, odnosząc przy tym trzy zwycięstwa: 7 stycznia w Bad Kleinkirchheim i 20 marca w Waterville Valley wygrywała slalomy, a 10 marca 1991 roku w Lake Louise triumfowała w gigancie. W klasyfikacji generalnej była siódma, w slalomie zajęła drugie miejsce za Austriaczką Petrą Kronberger, a w klasyfikacji giganta była trzecia, ulegając tylko Vreni Schneider i Anicie Wachter. Na przełomie stycznia i lutego 1991 roku wystartowała na mistrzostwach świata w Saalbach-Hinterglemm, gdzie zwyciężyła w slalomie gigancie. Wyprzedziła tam Austriaczkę Ulrike Maier i Niemkę Traudl Hächer, zostając jednocześnie pierwszą Szwedką, która została mistrzynią świata. Wynik ten powtórzyła na rozgrywanych rok później igrzyskach olimpijskich w Albertville, pokonując Diann Roffe z USA i Anitę Wachter o 0,97 sekundy. Był to pierwszy złoty medal olimpijski w narciarstwie alpejskim wywalczony przez Szwedzką narciarkę. Na tych samych igrzyskach była dwunasta w supergigancie, a rywalizacji w slalomie nie ukończyła. W zawodach pucharowych pięciokrotnie stawała na podium, zwyciężając w gigancie 21 lutego 1992 roku w Narwiku. W klasyfikacji generalnej i klasyfikacji giganta była piąta, a w slalomie zajęła drugie miejsce za Schneider.
Kolejne zwycięstwo odniosła 6 grudnia 1992 roku w Steamboat Springs, gdzie była najlepsza w zawodach Pucharu Świata w slalomie. Tydzień wcześniej w Park City w tej samej konkurencji była druga, przegrywając tylko z reprezentantką gospodarzy, Julie Parisien. W styczniu 1993 roku, podczas zawodów w Mariborze doznała kontuzji ścięgna Achillesa, co wykluczyło ją ze startów w pozostałej części sezonu. W klasyfikacji generalnej zajęła ostatecznie 24. miejsce, a w klasyfikacji slalomu była jedenasta. Nie wystąpiła również na rozgrywanych w lutym 1993 roku mistrzostwach świata w Morioce. Kolejny sezon był najlepszym w jej dotychczasowej karierze. Szwedka dwanaście razy stanęła na podium, przy czym 12 grudnia w Veysonnaz i 6 stycznia w Morzine wygrywała slalomy, 17 stycznia w Cortina d’Ampezzo była najlepsza w supergigancie, a 5 lutego 1994 roku w Sierra Nevada wygrała kombinację. W klasyfikacji generalnej i klasyfikacji slalomu zajęła drugie miejsce za Schneider, a w klasyfikacji kombinacji zdobyła pierwszą w karierze Małą Kryształową Kulę. W lutym 1994 roku brała udział w igrzyskach olimpijskich w Lillehammer, gdzie zdobyła kolejny medal. Po zjeździe do kombinacji zajmowała piąte miejsce, tracąc do prowadzącej Niemki Katji Seizinger 1,42 sekundy. W slalomie uzyskała drugi wynik, co dało jej jednak najlepszy łączny wynik i złoty medal. Ostatecznie o 0,13 sekundy wyprzedziła Vreni Schneider, a o 1,48 sekundy pokonała Alenkę Dovžan ze Słowenii. Parę dni wcześniej była czwarta w supergigancie, przegrywając walkę o podium z Włoszką Isolde Kostner. Czwarte miejsce zajęła także w slalomie, chociaż po pierwszym przejeździe zajmowała drugie miejsce. W drugim przejeździe uzyskała szósty czas i w efekcie spadła na czwarte miejsce, przegrywając brązowy medal o 0,07 sekundy ze Słowenką Katją Koren.
Przez dwa kolejne sezony plasowała się w czołówce klasyfikacji generalnej Pucharu Świata, jednak nie powtórzyła wyników z sezonu 1993/94. W tym czasie łącznie dziesięć razy stawała na podium, odnosząc cztery kolejne zwycięstwa: 12 marca 1995 roku w Lenzerheide wygrała slalom i kombinację, a 29 grudnia w Veysonnaz i 29 grudnia 1995 roku w Semmering ponownie była najlepsza w slalomach. Sezon 1994/1995 ukończyła na szóstej pozycji, wygrywając ponadto klasyfikację kombinacji i zajmując drugie miejsce w slalomie. Rok później była ósma w klasyfikacji generalnej oraz trzecia w klasyfikacji slalomu, za Austriaczką Elfi Eder i Uršką Hrovat ze Słowenii. Wystąpiła także na mistrzostwach świata w Sierra Nevada w lutym 1996 roku, zdobywając dwa złote medale. Najpierw zwyciężyła w kombinacji, uzyskując dziewiętnasty czas zjazdu i najlepszy czas w slalomie. O 2,05 sekundy wyprzedziła tam Anitę Wachter, a o 2,67 sekundy wyprzedziła Norweżkę Marianne Kjørstad. Pięć dni później zwyciężyła także w slalomie, wyprzedzając na podium Patricię Chauvet i Urškę Hrovat.
Najlepsze wyniki osiągnęła w sezonie 1996/1997, kiedy zgromadziła 1960 punktów i zwyciężyła w klasyfikacji generalnej. Ustanowiła tym samym rekord zdobytych punktów w jednym sezonie, który pobity został dziewięć lat później przez Chorwatkę Janicę Kostelić. W pierwszej trójce zawodów znalazła się osiemnaście razy, w tym dziewięciokrotnie wygrywała: 28 grudnia w Semmering, 4 stycznia w Mariborze, 19 stycznia w Zwiesel, 7 marca w Mammoth Mountain i 16 marca w Vail była najlepsza w slalomie, 1 grudnia w Lake Louise i 12 stycznia w Bad Kleinkirchheim wygrywała supergiganta, 2 lutego w Laax zwyciężyła w kombinacji, a 12 marca w Vail wygrała bieg zjazdowy. Oprócz klasyfikacji generalnej Wiberg wygrała także klasyfikacje slalomu i kombinacji, a w klasyfikacji supergiganta była trzecia za Niemkami Hilde Gerg i Katją Seizinger. Podczas mistrzostw świata w Sestriere w 1997 roku wywalczyła brązowy medal w zjeździe. W zawodach tych o 0,26 sekundy lepsza była Hilary Lindh z USA, a o 0,20 sekundy Szwedkę pokonała Heidi Zurbriggen ze Szwajcarii. Na tej samej imprezie Wiberg była też między innymi szósta w gigancie i dziewiąta w supergigancie.
Podczas zawodów Pucharu Świata w Lienzu w grudniu 1997 roku Szwedka wypadła z trasy i złamała dwa żebra. Do czasu kontuzji wystartowała w większości zawodów pucharowych, jednak na podium nie stanęła ani razu. Mimo tej kontuzji wzięła udział we wszystkich konkurencjach podczas igrzysk olimpijskich w Nagano w lutym 1998 roku. Najlepszy wynik osiągnęła tam w zjeździe, w którym wywalczyła srebrny medal. Rozdzieliła tam na podium Katję Seizinger i Florence Masnadę z Francji. Z pozostałych konkurencji ukończyła jeszcze giganta (11. miejsce) i supergiganta (14. miejsce). Po zjeździe do kombinacji zajmowała drugie miejsce, tracąc do prowadzącej Seizinger 0,34 sekundy. Slalomu jednak nie ukończyła i ostatecznie nie była klasyfikowana. Po igrzyskach nie wystąpiła już w żadnych zawodach i sezon 1997/1998 ukończyła na 35. pozycji. Na jednym z treningów w marcu 1998 roku odniosła kontuzję kolana, która wymagała operacji.
Do czołówki powróciła w sezonie 1998/1999, który ukończyła na piątym miejscu. Na podium plasowała się pięciokrotnie, odnosząc jedno zwycięstwo: 3 stycznia 1999 roku w Mariborze była najlepsza w slalomie. W klasyfikacji tej konkurencji zajęła ostatecznie drugie miejsce, ulegając tylko Austriaczce Sabine Egger. W lutym 1999 roku startowała na mistrzostwach świata w Vail, zdobywając dwa medale. Najpierw zwyciężyła w kombinacji, uzyskując piąty czas zjazdu i najlepszy czas slalomu. Srebrną medalistkę, Renate Götschl, wyprzedziła o 0,15 sekundy, a zdobywczyni brązowego medalu, Florence Masnada, straciła do Szwedki 0,45 sekundy. Parę dni później Wiberg zdobyła srebrny medal w slalomie, plasując się Zali Steggall z Australii, a przed Norweżką Trine Bakke. Na tej samej imprezie była też między innymi czwarta w gigancie, przegrywając walkę o podium z Anitą Wachter o 0,14 sekundy.
Już na początku sezonu 1999/2000 odniosła kolejną kontuzję kolana. Startowała do początku stycznia, po czym zdecydowała się zakończyć sezon. W klasyfikacji generalnej zajęła 33. miejsce. Do tego czasu dwa razy stanęła na podium: 8 grudnia 1999 roku w Val d’Isère byłą trzecia w supergigancie, a dziesięć dni później zwyciężyła w zjeździe w Sankt Moritz. W kolejnym sezonie sporadycznie startowała w zawodach Pucharu Świata, najlepszy wynik osiągając 16 lutego 2001 roku w Garmisch-Partenkirchen, gdzie była piąta w supergigancie. W klasyfikacji generalnej tego sezonu zajęła 59. miejsce, notując najsłabszy wynik w karierze. Wystartowała na mistrzostwach świata w St. Anton w 2001 roku, jednak wróciła bez medalu. Była tam siódma w supergigancie, a w zjeździe zajęła osiemnastą pozycję. Ostatni raz na podium zawodów PŚ stanęła 11 stycznia 2002 roku w Saalbach-Hinterglemm, zajmując drugie miejsce w zjeździe. W sezonie 2001/2002 jeszcze kilkukrotnie plasowała się w czołowej dziesiątce, dzięki czemu w klasyfikacji generalnej zajęła 23. miejsce, a w klasyfikacji zjazdu była dziesiąta. Brała także udział w igrzyskach olimpijskich w Salt Lake City, gdzie w supergigancie była dwunasta, a zjazd ukończyła dwie pozycje niżej. Ostatni występ zanotowała 13 kwietnia 2002 roku w Lindvallen, gdzie w zawodach FIS Race nie ukończyła slalomu giganta.
W ciągu kariery Szwedka była wielokrotnie kontuzjowana, przechodząc łącznie 13 operacji kolana. Wielokrotnie zdobywała medale mistrzostw Szwecji, w tym dziewięć złotych: w slalomie w latach 1990, 1991, 1992, 1996 i 1997, gigancie w latach 1991 i 1997 oraz supergigancie i zjeździe w 1992 roku. W 1991 roku otrzymała nagrodę Svenska Dagbladets guldmedalj. W 1994 roku była chorążym reprezentacji Szwecji podczas ceremonii otwarcia igrzysk w Lillehammer.
W latach 2002–2010 była członkiem Międzynarodowego Komitetu Olimpijskiego, współpracuje także z Międzynarodową Federacją Narciarską (FIS) w celu zwiększenia bezpieczeństwa podczas zawodów w narciarstwie alpejskim. Ponadto w 1991 roku nagrała singiel pod tytułem „Privilege”, jest właścicielką hotelu w Idre oraz komentuje zawody sportowe dla Sveriges Television.
Obecnie mieszka w Monako wraz z mężem, norweskim byłym narciarzem alpejskim, Bødvarem Bjerke i dwójką dzieci (syn Axel ur. 2003 i córka Sofia ur. 2007). Jej brat, Andreas Wiberg był triathlonistą.

## Osiągnięcia

### Igrzyska olimpijskie
| Miejsce | Dzień     | Rok  | Miejscowość    | Konkurencja | Czas biegu | Strata | Zwyciężczyni       |
| ------- | --------- | ---- | -------------- | ----------- | ---------- | ------ | ------------------ |
| 12.     | 18 lutego | 1992 | Albertville    | Supergigant | 1:21,22    | +3,36  | Deborah Compagnoni |
| 1.      | 19 lutego | 1992 | Albertville    | Gigant      | 2:12,74    | -      | -                  |
| DNF1    | 20 lutego | 1992 | Albertville    | Slalom      | 1:32,68    | -      | Petra Kronberger   |
| 4.      | 15 lutego | 1994 | Lillehammer    | Supergigant | 1:22,15    | +0,52  | Diann Roffe        |
| 9.      | 19 lutego | 1994 | Lillehammer    | Zjazd       | 1:35,93    | +1,68  | Katja Seizinger    |
| 1.      | 21 lutego | 1994 | Lillehammer    | Kombinacja  | 3:05,16    | -      | -                  |
| DNF1    | 24 lutego | 1994 | Lillehammer    | Gigant      | 2:30,97    | -      | Deborah Compagnoni |
| 4.      | 26 lutego | 1994 | Lillehammer    | Slalom      | 1:56,01    | +0,67  | Vreni Schneider    |
| 14.     | 11 lutego | 1998 | Nagano         | Supergigant | 1:18,02    | +0,86  | Picabo Street      |
| 2.      | 16 lutego | 1998 | Nagano         | Zjazd       | 1:29,89    | +0,40  | Katja Seizinger    |
| DNF2    | 17 lutego | 1998 | Nagano         | Kombinacja  | 2:40,74    | -      | Katja Seizinger    |
| DNF1    | 19 lutego | 1998 | Nagano         | Slalom      | 1:32,40    | -      | Hilde Gerg         |
| 11.     | 20 lutego | 1998 | Nagano         | Gigant      | 2:50,59    | +4,81  | Deborah Compagnoni |
| 12.     | 17 lutego | 2002 | Salt Lake City | Supergigant | 1:13,59    | +1,30  | Daniela Ceccarelli |
| 14.     | 12 lutego | 2002 | Salt Lake City | Zjazd       | 1:39,56    | +1,53  | Carole Montillet   |

### Mistrzostwa świata
| Miejsce | Dzień       | Rok  | Miejscowość   | Konkurencja | Czas biegu | Strata | Zwyciężczyni          |
| ------- | ----------- | ---- | ------------- | ----------- | ---------- | ------ | --------------------- |
| 6.      | 1 lutego    | 1991 | Saalbach      | Slalom      | 1:25,90    | +1,65  | Vreni Schneider       |
| 1.      | 2 lutego    | 1991 | Saalbach      | Gigant      | 2:07,45    | -      | -                     |
| 9.      | 12 lutego   | 1996 | Sierra Nevada | Supergigant | 1:21,00    | +1,39  | Isolde Kostner        |
| 21.     | 18 lutego   | 1996 | Sierra Nevada | Zjazd       | 1:54,06    | +2,75  | Picabo Street         |
| 1.      | 19 lutego   | 1996 | Sierra Nevada | Kombinacja  | 3:19,68    | -      | -                     |
| 18.     | 22 lutego   | 1996 | Sierra Nevada | Gigant      | 2:10,74    | +4,96  | Deborah Compagnoni    |
| 1.      | 24 lutego   | 1996 | Sierra Nevada | Slalom      | 1:31,46    | -      | -                     |
| DNF2    | 5 lutego    | 1997 | Sestriere     | Slalom      | 1:43,88    | -      | Deborah Compagnoni    |
| 6.      | 9 lutego    | 1997 | Sestriere     | Gigant      | 2:39,19    | +2,15  | Deborah Compagnoni    |
| 7.      | 11 lutego   | 1997 | Sestriere     | Supergigant | 1:23,50    | +0,97  | Isolde Kostner        |
| 3.      | 15 lutego   | 1997 | Sestriere     | Zjazd       | 1:41,18    | +0,26  | Hilary Lindh          |
| DNF1    | 15 lutego   | 1997 | Sestriere     | Kombinacja  | 3:03,38    | -      | Renate Götschl        |
| 9.      | 3 lutego    | 1999 | Vail          | Supergigant | 1:20,53    | +1,05  | Alexandra Meissnitzer |
| 18.     | 7 lutego    | 1999 | Vail          | Zjazd       | 1:48,20    | +2,00  | Renate Götschl        |
| 1.      | 8 lutego    | 1999 | Vail          | Kombinacja  | 3:08,52    | -      | -                     |
| 4.      | 11 lutego   | 1999 | Vail          | Gigant      | 2:08,54    | +0,73  | Alexandra Meissnitzer |
| 2.      | 13 lutego   | 1999 | Vail          | Slalom      | 1:33,97    | +0,80  | Zali Steggall         |
| 7.      | 29 stycznia | 2001 | St. Anton     | Supergigant | 1:23,44    | +0,34  | Régine Cavagnoud      |
| 18.     | 6 lutego    | 2001 | St. Anton     | Zjazd       | 1:36,20    | +2,59  | Michaela Dorfmeister  |

### Mistrzostwa świata juniorów
| Miejsce | Dzień       | Rok  | Miejscowość          | Konkurencja | Czas biegu | Strata | Zwyciężczyni           |
| ------- | ----------- | ---- | -------------------- | ----------- | ---------- | ------ | ---------------------- |
| 24.     | 20 marca    | 1987 | Sälen                | Gigant      | 2:22,07    | +4,27  | Deborah Compagnoni     |
| 19.     | 27 stycznia | 1988 | Madonna di Campiglio | Zjazd       | 1:15,24    | +2,54  | Andrea Schwarzenberger |
| 22.     | 28 stycznia | 1988 | Madonna di Campiglio | Supergigant | 1:16,26    | +2,92  | Sabine Ginther         |
| 26.     | 30 stycznia | 1988 | Madonna di Campiglio | Gigant      | 1:53,22    | +3,48  | Sabine Ginther         |

### Puchar Świata
- sezon 1989/1990: 45.
- sezon 1990/1991: 7.
- sezon 1991/1992: 5.
- sezon 1992/1993: 24.
- sezon 1993/1994: 2.
- sezon 1994/1995: 6.
- sezon 1995/1996: 8.
- sezon 1996/1997: 1.
- sezon 1997/1998: 35.
- sezon 1998/1999: 5.
- sezon 1999/2000: 33.
- sezon 2000/2001: 59.
- sezon 2001/2002: 23.

#### Statystyka miejsc na podium
| Sezon     | 1. miejsce | 2. miejsce | 3. miejsce | Razem |
| 1989/1990 | -          | -          | 1          | 1     |
| 1990/1991 | 3          | 1          | 1          | 5     |
| 1991/1992 | 1          | 3          | 1          | 5     |
| 1992/1993 | 1          | 1          | -          | 2     |
| 1993/1994 | 4          | 6          | 2          | 12    |
| 1994/1995 | 2          | 2          | -          | 4     |
| 1995/1996 | 2          | 2          | 2          | 6     |
| 1996/1997 | 9          | 5          | 4          | 18    |
| 1997/1998 | -          | -          | -          | 0     |
| 1998/1999 | 1          | 2          | 2          | 5     |
| 1999/2000 | 1          | -          | 1          | 2     |
| 2000/2001 | -          | -          | -          | 0     |
| 2001/2002 | -          | 1          | -          | 1     |
| suma      | 24         | 23         | 14         | 61    |

#### Zwycięstwa w zawodach
1. Bad Kleinkirchheim – 7 stycznia 1991 (slalom)
2. Lake Louise – 10 marca 1991 (gigant)
3. Waterville Valley – 20 marca 1991 (slalom)
4. Narwik – 28 lutego 1992 (gigant)
5. Steamboat Springs – 6 grudnia 1992 (slalom)
6. Veysonnaz – 12 grudnia 1993 (slalom)
7. Morzine – 6 stycznia 1994 (slalom)
8. Cortina d’Ampezzo – 17 stycznia 1994 (supergigant)*
9. Sierra Nevada – 5 lutego 1994 (kombinacja)
10. Lenzerheide – 12 marca 1995 (slalom)
11. Lenzerheide – 12 marca 1995 (kombinacja)
12. Veysonnaz – 29 grudnia 1995 (slalom)
13. Semmering – 29 grudnia 1995 (slalom)
14. Lake Louise – 1 grudnia 1996 (supergigant)
15. Semmering – 28 grudnia 1996 (slalom)
16. Maribor – 4 stycznia 1997 (slalom)
17. Bad Kleinkirchheim – 12 stycznia 1997 (supergigant)
18. Zwiesel – 19 stycznia 1997 (slalom)
19. Laax – 2 lutego 1997 (kombinacja)
20. Mammoth Mountain – 7 marca 1997 (slalom)
21. Vail – 12 marca 1997 (zjazd)
22. Vail – 16 marca 1997 (slalom)
23. Maribor – 3 stycznia 1999 (slalom)
24. Sankt Moritz – 18 grudnia 1999 (zjazd)

* wspólnie z Alenką Dovźan

#### Pozostałe miejsca na podium
1. Åre – 18 marca 1990 (slalom) – 3. miejsce
2. Valzoldana – 1 grudnia 1990 (gigant) – 3. miejsce
3. Morzine – 22 grudnia 1990 (slalom) – 2. miejsce
4. Maribor – 18 stycznia 1992 (slalom) – 3. miejsce
5. Grindelwald – 2 lutego 1992 (slalom) – 2. miejsce
6. Narwik – 29 lutego 1992 (slalom) – 2. miejsce
7. Sundsvall – 2 marca 1992 (slalom) – 2. miejsce
8. Park City – 29 listopada 1992 (slalom) – 2. miejsce
9. Santa Caterina – 27 listopada 1993 (gigant) – 3. miejsce
10. Tignes – 5 grudnia 1993 (gigant) – 3. miejsce
11. St. Anton – 19 grudnia 1993 (slalom) – 2. miejsce
12. St. Anton – 19 grudnia 1993 (kombinacja) – 2. miejsce
13. Altenmarkt – 9 stycznia 1994 (slalom) – 2. miejsce
14. Maribor – 23 stycznia 1994 (slalom) – 2. miejsce
15. Sierra Nevada – 5 lutego 1994 (slalom) – 2. miejsce
16. Whistler – 6 marca 1994 (zjazd) – 2. miejsce
17. Sestriere – 18 grudnia 1994 (slalom) – 2. miejsce
18. Bormio – 19 marca 1995 (slalom) – 2. miejsce
19. Cortina d’Ampezzo – 19 stycznia 1996 (zjazd) – 2. miejsce
20. Sestriere – 26 stycznia 1996 (slalom) – 3. miejsce
21. Saint-Gervais – 28 stycznia 1996 (slalom) – 3. miejsce
22. Hafjell – 10 marca 1996 (slalom) – 2. miejsce
23. Park City – 23 listopada 1996 (slalom) – 2. miejsce
24. Lake Louise – 30 listopada 1996 (zjazd) – 3. miejsce
25. Vail – 7 grudnia 1996 (supergigant) – 2. miejsce
26. Crans-Montana – 21 grudnia 1996 (slalom) – 2. miejsce
27. Zwiesel – 17 stycznia 1997 (gigant) – 3. miejsce
28. Cortina d’Ampezzo – 25 stycznia 1997 (supergigant) – 2. miejsce
29. Laax – 2 lutego 1997 (slalom) – 3. miejsce
30. Happo One – 2 marca 1997 (zjazd) – 2. miejsce
31. Mammoth Mountain – 7 marca 1997 (supergigant) – 3. miejsce
32. Lake Louise – 29 listopada 1998 (supergigant) – 2. miejsce
33. Veysonnaz – 18 grudnia 1998 (zjazd) – 2. miejsce
34. Semmering – 28 grudnia 1998 (slalom) – 3. miejsce
35. Berchtesgaden – 8 stycznia 1999 (slalom) – 3. miejsce
36. Val d’Isère – 8 grudnia 1999 (supergigant) – 3. miejsce
37. Saalbach-Hinterglemm – 11 stycznia 2002 (zjazd) – 2. miejsce